# Jalal Garyaghdi
Jalal Garyagdy (em azeri:  Cəlal Qaryağdı) foi um escultor do Azerbaijão. Ele recebeu o título de Artista do Povo do Azerbaijão SSR.

## Biografia
Jalal Garyagdy nasceu em 2 de junho de 1914, em Shusha. Ele era sobrinho de Jabbar Garyagdioglu, um famoso artista de mugham. Em 1928, ele ingressou na Escola de Arte do Estado do Azerbaijão. Em 1932–1935, ele estudou na Academia de Artes do Estado de Tiblíssi. Por muitos anos, ele lecionou na Escola de Arte do Estado do Azerbaijão. Ele é o autor de esculturas que retratam Bulbul, Rashid Behbudov, Jahangir Jahangirov, Khurshidbanu Natavan, Mirza Alakbar Sabir e Niyazi. Jalal Garyagdy recebeu o título de "Artista Homenageado da SSR do Azerbaijão" em 1954, "Artista do Povo da SSR do Azerbaijão" em 1960. Jalal Garyagdy morreu em 1 ° de dezembro de 2001 em Bacu e foi enterrado no Beco da Honra.